# EasyJet Switzerland
easyJet Switzerland – szwajcarska tania linia lotnicza, należąca do linii easyJet. Realizuje połączenia do Afryki (Egipt i Maroko), do Azji (Cypr, Izrael, Turcja) oraz do krajów Europy.

## Historia
Została założona 18 marca 1988, a działalność rozpoczęła 23 marca 1989 pod nazwą TEA Switzerland. W marcu 1998 easyJet wykupił 40% udziałów, uruchamiając serwis franczyzowy 1 kwietnia 1999. Od 2013 linia należy do inwestorów prywatnych (51%) oraz easyJet plc (49%).

## Flota
Według stanu na maj  2025 flota easyJet Switzerland składała się z 31 samolotów o średnim wieku 9,1 lat:
| Samolot         | Samolot | Samolot   | Liczba miejsc | Liczba miejsc | Uwagi |
| Model           | Aktywne | Zamówione | E             | Łącznie       | Uwagi |
| --------------- | ------- | --------- | ------------- | ------------- | ----- |
| Airbus A320-200 | 24      | -         | 186           | 186           |       |
| Airbus A320neo  | 7       | -         | 186           | 186           |       |
| Łącznie         | 31      | 0         |               |               |       |